# Купреевское сельское поселение
Купреевское сельское поселение — муниципальное образование в составе Гусь-Хрустального района Владимирской области.
Административный центр — деревня Купреево.

## История
Купреевский сельсовет образован в 1920-х годах в составе Черсевской волости Гусевского уезда, с 1929 года — в составе Гусь-Хрустального района, с 1935 года — в составе Курловского района. В 1954 году в сельсовет вошли населённые пункты упраздненного Тащиловского сельсовета, с 1963 года — вновь в составе Гусь-Хрустального района.
Купреевское сельское поселение образовано 25 мая 2005 года в соответствии с Закон Владимирской области № 69-ОЗ. В его состав вошли территории бывших Колпского и Купреевского сельсоветов.

## Население
| 2010  | 2011  | 2012  | 2013  | 2014  | 2015  | 2016  | 2017  | 2018  |
| ----- | ----- | ----- | ----- | ----- | ----- | ----- | ----- | ----- |
| 3329  | ↘3307 | ↘3246 | ↘3184 | ↘3135 | ↘3105 | ↘3078 | ↘3035 | ↘2980 |
| 2019  | 2020  | 2021  |       |       |       |       |       |       |
| ↘2908 | ↘2838 | ↗2896 |       |       |       |       |       |       |

## Состав сельского поселения
| №  | Населённый пункт | Тип населённого пункта          | Население |
| -- | ---------------- | ------------------------------- | --------- |
| 1  | Долбино          | деревня                         | ↘256      |
| 2  | Колпь            | село                            | ↘652      |
| 3  | Красная Заря     | посёлок                         | ↗31       |
| 4  | Купреево         | деревня, административный центр | ↘662      |
| 5  | Малюковский      | посёлок                         | ↗5        |
| 6  | Неверовский      | посёлок                         | ↘18       |
| 7  | Ново-Дурово      | деревня                         | ↘177      |
| 8  | Таланово         | деревня                         | ↘343      |
| 9  | Тащилово         | село                            | ↘333      |
| 10 | Филатово         | деревня                         | ↘166      |
| 11 | Шабаново         | деревня                         | ↘148      |
| 12 | Якимец           | посёлок                         | ↗105      |